# Hell's Kitchen (Manhattan)

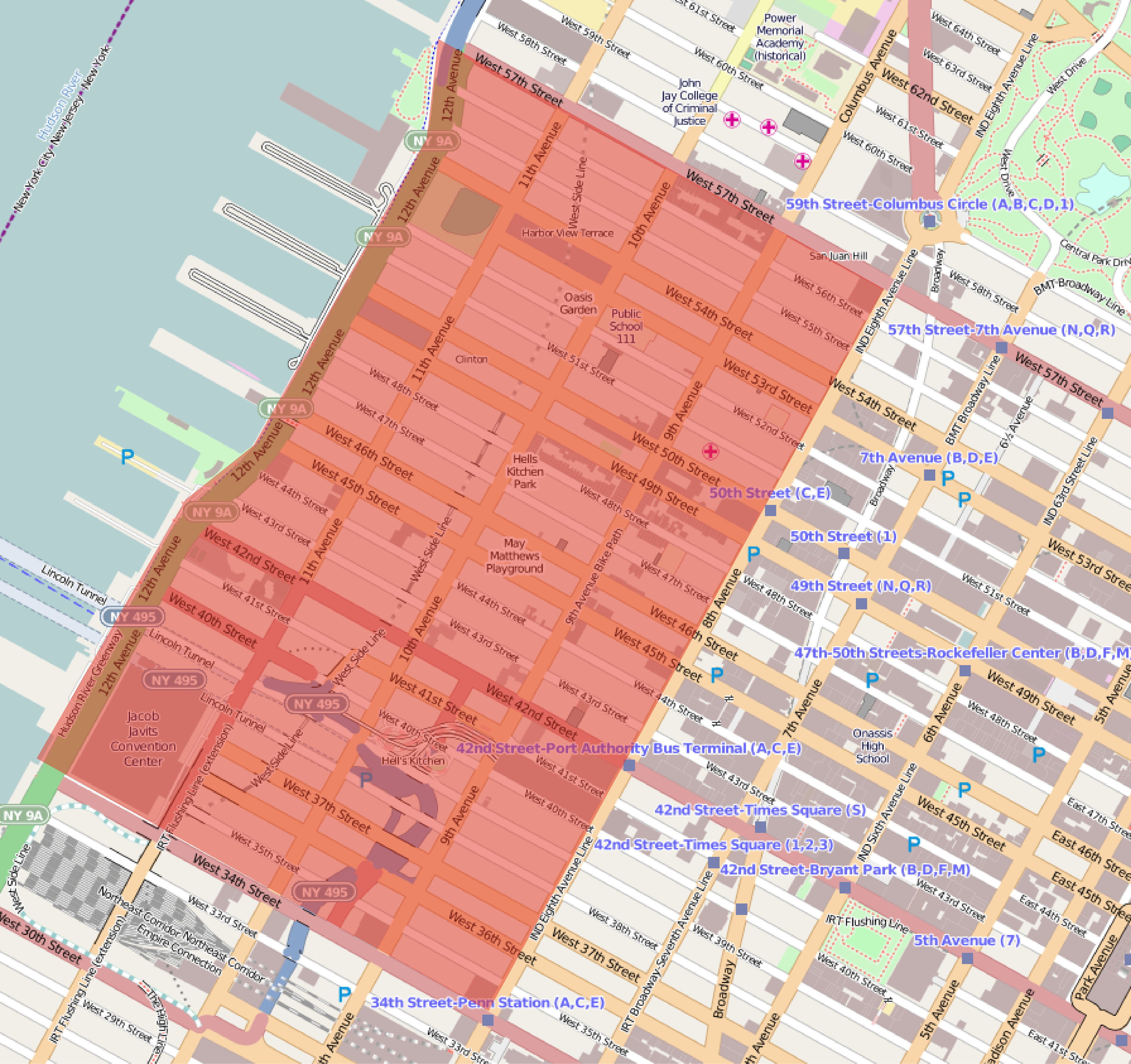
Mappa di Hell's Kitchen.

Hell's Kitchen (in italiano letteralmente "cucina dell'inferno"), conosciuta anche come Clinton e Midtown West, è un quartiere di Manhattan a New York. 
Confina a sud con la 34ª strada, a nord con la 59ª strada, a est con l'8ª Avenue e a ovest con il fiume Hudson.
L'area fornisce sostegno infrastrutturale, in termini di trasporto, servizi ospedalieri e magazzini, al distretto finanziario di Midtown Manhattan. Una volta era un'area popolata dalla classe operaia di origini irlandesi e italiane, ma dagli anni '80 ha subito un intenso fenomeno di gentrificazione, con un rilevante incremento dei prezzi degli affitti. Trovandosi vicino ai teatri di Broadway e alla famosa scuola di recitazione Actors Studio, il quartiere è dimora di numerosi attori e aspiranti tali.
La zona, situata tra Hudson Yards e l'Upper West Side nonché adiacente a Times Square, ospita una vasta gamma di ristoranti multietnici, bodegas, bar e locali notturni. In ragione della vicinanza a Chelsea, ha inoltre una apprezzabile presenza LGBTQ.

## Origini del nome
Esistono diverse spiegazioni per la particolare denominazione ("cucina infernale"). Un primo uso della frase appare in un commento di Davy Crockett su un altro famigerato quartiere povero irlandese a Manhattan, Five Points. La storica locale Mary Clark ha spiegato così il nome:

## Società

### Composizione etnica
Nel 2019 il quartiere contava circa 61 410 abitanti, con una composizione etnica così suddivisa:
- 48,6% — bianchi
- 19,9% — ispanici
- 18,4% — asiatici americani
- 7,4% — afroamericani
- 5,7% — altre etnie

## Trasporti
Il quartiere è servito dalla metropolitana di New York attraverso le stazioni di 50th Street e 42nd Street-Port Authority Bus Terminal della linea IND Eighth Avenue, dove fermano i treni delle linee A, C e E, e quella di 34th Street-Hudson Yards della linea IRT Flushing, dove fermano i treni della linea 7.

## Nella cultura di massa
- A Hell's Kitchen sono nati e cresciuti Mario Puzo, Sylvester Stallone e Timothée Chalamet. Altre celebrità che hanno abitato nel quartiere sono, il cestista Carmelo Anthony, lo chef Anthony Bourdain, le cantanti Alicia Keys e Madonna, nonché gli attori James Cagney, James Dean, Charlton Heston, Burt Reynolds, Mickey Rourke, Kevin Spacey e Bruce Willis.
- Il film del 1976 Taxi Driver, diretto da Martin Scorsese, è stato in buona parte girato a Hell's Kitchen.
- Le vicende del film Sleepers di Barry Levinson (ispirato all'omonimo romanzo di Lorenzo Carcaterra) sono ambientate nel quartiere.
- Hell's Kitchen è il quartiere in cui si svolgono numerose avventure del supereroe della Marvel Comics Devil e dell'investigatrice privata Jessica Jones.
- Nei videogiochi Spider-Man e Spider-Man: Miles Morales Hell's Kitchen è il quartiere in cui risiede la Fisk Tower, centro nevralgico dell'impero criminale di Wilson Fisk (Kingpin) e, successivamente, dell'Underground.
- A Hell's Kitchen si svolgono alcuni degli eventi principali della prima parte del videogioco Deus Ex.
- È il quartiere dove va a tagliarsi i capelli Packer, il protagonista di Cosmopolis di Don DeLillo.
- Nel romanzo American Psycho, di Bret Easton Ellis, il corpo di Paul Owen viene portato da Patrick Bateman in un appartamento da lui affittato nella zona.
- Nel quartiere è ambientato un episodio della ventesima stagione della serie TV Law & Order, Unità vittime speciali intitolato "Cucina Infernale".

## Parchi e spazio verde
Le strade laterali di Hell's Kitchen sono per lo più fiancheggiate da alberi. Il quartiere non ha molti parchi o aree ricreative, anche se piccoli appezzamenti sono stati convertiti in spazi verdi. Uno di questi è il DeWitt Clinton Park sulla 11th Avenue, tra la 52ª e la 54ª strada; un altro è Hell's Kitchen Park, costruito negli anni settanta su un ex parcheggio della 10th Avenue, tra la 47ª e la 48ª strada.
Un parco di più recente costruzione è l'Hudson Park and Boulevard, che fa parte dell'Hudson Yards Redevelopment Project. Nel quartiere è inoltre ubicato il Clinton Community Garden, sulla 48ª strada ovest tra la 9th e la 10th Avenue.